# Tóth Zoltán (színművész, 1979)
Alapi Tóth Zoltán (eredeti neve: Tóth Zoltán) (Székesfehérvár, 1979. december 7. -) Bonis Bona-díjas drámatanár, magyar színész, rendező, menedzser – 2017-ben az Év Fiatal 
Vezetője.

## Életpályája
A Fejér megyei Alapon nőtt fel iskoláit ott járta, édesanyja tanárnő, édesapja kovács volt. A színházzal és színjátékkal középiskolás korában ismerkedett meg a sárbogárdi Petőfi Sándor Gimnáziumban Leszkovszky Albin drámatanár vezetése alatt álló színkörben. 
2000-ben felvételt nyert a Pécsi Tudományegyetem Bölcsész Karára, ahol történelem- és színház tanári képesítést szerzett. Az egyetemi évei alatt kapcsolatba került a Janus Egyetemi Színházzal és a Bóbita Bábszínházzal, majd barátaival karöltve megalapították az Apolló Kulturális Egyesületet. A színház mindvégig része volt a pályájának, színészként, tanárként és rendezőként egyaránt. 
2001-től az Apolló Kulturális Egyesület nonprofit szervezet elnöke, mely az Eck Imre Alapfokú Művészeti Iskolát és az Escargo Hajója Színházi és Nevelési Szövetkezetet és Szobaszínházat működteti.
2017-ben lett az Országos Diákszínjátszó Egyesületének az elnöke.
Az Escargo Hajója Kft. ügyvezetőjeként számos projektet irányított, valósított meg határon innen és túl. 
Az Filming in Pécs munkatársaként műsorokat gyártott, rendezőként és szerkesztőként vett részt a munkafolyamatokban az Alsós és Felsős M5 csatornára készített napi adásokban. Itt dolgozott a Pécs Tv-nél, ahol saját ötleten alapuló magazinműsorokat készített.
Drámatanárként tevékenykedik az Eck Imre AMI-ban és a Pécsi Nemzeti Színházban a Bóbita Bábszínházban. 2021-től a Pécsi Nemzeti Színház nevelési programjáért felelős, valamint előadásokat is rendez.
2021-ben Romániában a Marosvásárhelyi Ifjúsági Színházban rendezte a Viszlek magammal című darabot, de nem csak színházi keretek között mutatta be rendezői tudását, hanem a filmvilágban is. 2021. december 16-án az Apolló Moziban került bemutatásra az #apa#anya#én című játékfilmje.

## Szerepei
- Tanítvány (Leonce és Léna) – Janus Egyetemi Színház
- Feuer (Bolond Helga) – Janus Egyetemi Színház
- Udvarmester (GyászSzív) – Janus Egyetemi Színház
- Nemtudomka (Pájinkás János) – Janus Egyetemi Színház
- Valentin (Yvonne, a burgundi hercegnő) – Janus Egyetemi Színház
- Szamuil (A kétfejű fenevad) – Janus Egyetemi Színház
- Gulliver – Bóbita Bábszínház

## Rendezései
- Bógyósgyümölcskertész fia (2007) – Escargo Hajója Színházi és Nevelési Szövetkezet[3]
- Echtemagyar (2009) – Escargo Hajója Színházi és Nevelési Szövetkezet[4]
- Völgyhíd (2009) – Escargo Hajója Színházi és Nevelési Szövetkezet
- Sms szerelem (2008) – Escargo Hajója Színházi és Nevelési Szövetkezet[5]
- Leonce és Léna (2011) – Pécsi Művészeti Gimnázium[6]
- Originál Láger (2013) – Pécsi Művészeti Gimnázium[7]
- Az ablak (2015) – Bóbita Bábszínház[8]
- M5 Felsős című műsor (2016) [9]
- #apa#anya#én színházi előadás (2018)- Bóbita Bábszínház[10]
- Egy csipetnyi Pécs (2018) – Pécs Tv
- Toldi (2019) – Escargo Hajója Színházi és Nevelési Szövetkezet[11]
- M5 – Hét krajcár – tévéjáték (2019)
- M5 – Alsós – Sulikalandok tv-műsor (2020)
- Viszlek magammal (2021) – Ariel Ifjúsági Színház, Marosvásárhely[12]
- Ö.K.Ö.R. (2021) – Pécsi Nemzeti Színház[13]
- #apa#anya#én játékfilm (2021)[14]

## Szakmai tapasztalat
- 2000-2004. Janus Egyetemi Színház (színész, programszervező, technikus)
- 2001-napjainkig. Apolló Kulturális Egyesület (elnök); 2001-2020.
- 2002-2006. Alapi Hagyományőrző Egyesület (művészeti vezető)
- 2005-2006. Bóbita Bábszínház (színész)
- 2005-2007. Kodály Zoltán Gimnázium és Szakközépiskola (tanár)
- 2007-2014. Pécsi Művészeti Gimnázium és Szakközépiskola (drámatanár, a drámatagozat létrehozója)
- 2008-2010. Pécsi Tudományegyetem Bölcsészettudományi Kar (tanár, gyakorlati oktató)
- 2009-2010. Magyar Drámapedagógiai Társaság (tanár)
- 2012-2018. Eck Imre Alapfokú Művészeti Iskola (igazgatóhelyettes tanár, drámatanár, tagozatvezető)
- 2014. Escargo Hajója Színházi és Nevelési Szövetkezet (drámatanár, rendező)
- 2014-2017. Bóbita Bábszínház (rendező, színházi nevelési konzulens)
- 2016. M5 – Felsős – tv-műsor (rendező, felelős szerkesztő, adásmenet író) – Filming in Pécs
- 2016. Pécs TV – Egy csipetnyi Pécs – magazin műsor (rendező, szerkesztő) – Filming in Pécs
- 2017-napjainkig. Országos Diákszínjátszó Egyesület (elnök)
- 2019. Sorok között Lutter Imrével (szerkesztő)
- 2019. M5 – Hét krajcár – tévéjáték (rendező)
- 2019-napjainkig. Escargo Hajója Kft. (ügyvezető)
- 2019. Latinovits Emlékmű Alapítvány – elnökségi tag
- 2020. M5 – Alsós – Sulikalandok tv-műsor (rendező, főszerkesztő, adásmenet író)
- 2021. #apa#anya#én játékfilm (rendező)
- 2021. Ö.K.Ö.R. (rendező)
- 2021. Viszlek magammal (rendező)

## Kulturális menedzsment
Kulturális szervezetek létrehozása, alapítása, menedzselése
- Alapi Hagyományőrző Egyesület (2002)
- Escargo Hajója Színházi Nevelési Szövetkezet (2007)
- Weöres Sándor Könyvtár és Kreatív Alkotótér (2016)
- Escargo Hajója Kft. (2019)

Meglévő szervezetek gazdasági stabilitásának megteremtése, üzemeltetésének átalakítása
- Eck Imre Alapfokú Művészeti Iskola (2011-)
- Országos Diákszínjátszó Egyesület (2017-)
- Magyar Versmondók Egyesülete (2018-)
- Latinovits Emlékmű Alapítvány (2020-)

Művészeti képzés és művészeti díjak alapítása
- Pécsi Művészeti Gimnázium dráma tagozatának létrehozása (2009)
- Országos Pedagógus Elismerési Rendszer létrehozása:
  - Drámapedagógus Díjak (Bácskai Mihály-díj, Solténszky Tibor-díj)
- Országos Amatőr művészeti tanács (2018)
- Országos Diákszínjátszó Egyesület Pedagógus akkreditált programja (2020)

Vezetőségi tagság
- Latinovits Emlékmű Alapítvány
- Magyar Drámapedagógiai Társaság
- Országos Diákszínjátszó Egyesület
- Magyar Színjátékos Szövetség

## Elismerések, díjak
- Kedvenc Pécsi Bácsi (2017)
- Az év fiatal vezetője – Vezetők Akadémiája (2017)
- Bonis Bona Díj – Nemzet tehetségeiért díj, kiváló versenyfelkészítő (2014)
- Rendezői fődíj – Nemzetközi Színjátszó Fesztivál Vasvár
- Rendezői különdíj – Országos Diákszínjátszó Fesztivál (2007, 2009, 2011, 2012)
- Rendezői fődíj – Balassagyarmati Madách Kamaraszínházi Fesztivál (2011)
- Helikon Fesztivál színjáték fődíj – Keszthely Helikon Fesztivál (2006, 2008, 2010)
- Dramaturgiai különdíj – Országos Diákszínjátszó Fesztivál (2009)
- Legígéretesebb rendezői díj – Balassagyarmati Madách Kamaraszínházi Fesztivál